# Aleksander Niewiarowski
Aleksander Niewiarowski, né en 1824 et mort le 13 novembre 1892 à Varsovie, est un romancier et journaliste polonais. Il a été membre du groupe de jeunes artistes Cyganeria Warszawska (pl). Niewiarowski, qui a également publié sous le pseudonyme d'Aleksander Półkozic, s'est fait connaître principalement comme chroniqueur pour des magazines tels que Gazeta Codzienna, Pszczoła et le magazine de théâtre Antrakt.
Il est enterré au cimetière Powązki à Varsovie (section 77-5-16).

## Œuvres
- Romane Galeria panien na wydaniu, 1855
- Życie na żart, 1856
- Galeria konkurentów i konkurentek, 1857
- Wspomnienie o Cyganerii Warszawskiej, 1864